# Santa Bárbara (Huehuetenango)
Santa Bárbara è un comune del Guatemala facente parte del dipartimento di Huehuetenango.